# Corydoras flaveolus
Corydoras flaveolus är en fiskart som beskrevs av Ihering, 1911. Corydoras flaveolus ingår i släktet Corydoras och familjen Callichthyidae. Inga underarter finns listade i Catalogue of Life.